# День таможенника Российской Федерации
День таможенника Российской Федерации — государственный профессиональный праздник всех работников таможни Российской Федерации. 
Этот день отмечается в России ежегодно, 25 октября.

## История и празднование
«День таможенника Российской Федерации» — сравнительно молодой профессиональный праздник, который был установлен уже после распада Советского Союза 4 августа 1995 года указом первого президента Российской Федерации Бориса Николаевича Ельцина № 811 «Об установлении Дня таможенника Российской Федерации». Ранее в СССР существовал «день советского таможенника» который отмечался 29 мая (ныне в этот день отмечают «День ветеранов таможенной службы») (недоступная ссылка).
Решение российского президента Бориса Ельцина отмечать «День таможенника Российской Федерации» именно в этот день не случайно, ибо именно 25 октября в 1653 года в Русском царстве впервые появился Единый Торговый устав, родившийся из указа царя Алексея Михайловича Романова «о взимании таможенной пошлины в Москве и в городах, с показанием поскольку взято и с каких товаров».
В 2006 году, президент РФ Владимир Путин в своём поздравлении приуроченном к «Дню таможенника Российской Федерации» сказал следующее:

Поздравляю сотрудников и ветеранов с профессиональным праздником — Днём таможенника. За прошедшие 11 лет Федеральная таможенная служба России внесла достойный вклад в укрепление экономической безопасности, защиту национальных интересов страны. Сегодня она по праву является одним из действенных механизмов государственного регулирования внешней торговли, пополнения бюджетных доходов.